# Verein zur Förderung politischen Handelns
Der Verein zur Förderung politischen Handelns e.V. (v.f.h.) ist eine als gemeinnützig anerkannte Organisation, die politische Seminare für junge Menschen anbietet. Ziel des v.f.h. ist es, mit politischer Bildung zu politischem Handeln zu motivieren und zu befähigen. 

## Organisation und Finanzierung
Der Verein steht nach eigenen Angaben keiner Partei oder politischen Richtung nahe und wird aus öffentlichen Mitteln und Spenden finanziert. Das Land Nordrhein-Westfalen, die Bundeszentrale für politische Bildung, das Bundesministerium für Familie, Senioren, Frauen und Jugend und die Internationale Weiterbildung und Entwicklung gGmbH (InWEnt) gehören zu den Förderern. Das Bildungswerk ist nach LQW (Lernerorientierte Qualität in der Weiterbildung) zertifiziert. Die Referenten und Seminarleiter üben ihre Tätigkeit ehrenamtlich aus. Die Organisation der Seminare wird durch die hauptamtliche Geschäftsführung in Bonn koordiniert und durch den ehrenamtlichen Vorstand kontrolliert. 

## Angebot und Ziel
Das Seminarangebot des v.f.h. richtet sich an Schüler und Studenten und umfasst mehrtägige Seminare an verschiedenen Standorten in Deutschland. Die Themen sind vielfältig und reichen von politiktheoretischen Grundlagen und aktuellen politischen Fragen bis hin zu Workshops für politische Kernkompetenzen. Referenten aus der Praxis berichten über Themen wie europäische Energiepolitik, Nachhaltigkeit oder Entwicklungszusammenarbeit. 
Ziel der Veranstaltungen ist es, junge Menschen zu politischem Handeln zu befähigen und Engagement zu fördern.